# Bhutan i olympiska spelen
Bhutan har deltagit i sju olympiska sommarspel, vartenda sedan 1984. De enda sporterna som Bhutan ställt upp i har varit bågskytte och skytte och inga medaljer har tagits. Landet har inte ställt upp i olympiska vinterspelen.

## Medaljer
| Guld | Silver | Brons | Totalt antal medaljer |
| ---- | ------ | ----- | --------------------- |
| 0    | 0      | 0     | 0                     |

### Medaljer efter sommarspel
| Spel             | Guld | Silver | Brons | Totalt |
| Los Angeles 1984 | 0    | 0      | 0     | 0      |
| Seoul 1988       | 0    | 0      | 0     | 0      |
| Barcelona 1992   | 0    | 0      | 0     | 0      |
| Atlanta 1996     | 0    | 0      | 0     | 0      |
| Sydney 2000      | 0    | 0      | 0     | 0      |
| Aten 2004        | 0    | 0      | 0     | 0      |
| Peking 2008      | 0    | 0      | 0     | 0      |
| London 2012      | 0    | 0      | 0     | 0      |
| Totalt           | 0    | 0      | 0     | 0      |